# 奥斯特瓦尔德 (下萨克森州)
奥斯特瓦尔德是德国下萨克森州的一个市镇。总面积33.38平方公里，总人口1181人，其中男性604人，女性577人（2011年12月31日），人口密度35人/平方公里。